# Caecilia de fullonibus
Cecilia de fullonibus va ser una llei romana establerta a proposta dels magistrats i censors Cecili Metel, Gai Flamini i Luci Emili relacionada amb els treballadors de les teles de roba (fulloni 'bataners').